# Улан Батор
Улан Батор (на монголски: Улаанбаатар или ᠤᠯᠠᠭᠠᠨᠪᠠᠭᠠᠲᠤᠷ, произнесено [ʊɮɑnpɑːtʰɑ̆r]) е столицата на Монголия, със статут на самостоятелен аймак. През 2008 г. населението му е малко над 1 милион души. Разположен е на река Туул, приток на Селенга, в долина в полите на планината Богдо Ул.

## Разположение
Улан Батор се намира на 47°55'12" N и 106°53' E, на около 1350 m надморска височина.

## История
Основан през 1639 г. като будистки манастир, град Урга се развива като търговски център на пътя на чая между Русия и Китай.
Когато е обявен за столица на новата Монголска народна република през 1924 г., градът е преименуван на Улан Батор („червен герой“ на монголски език), в чест на Сухе Батор, участник в установяването на комунистическия режим в Монголия. Неговата статуя стои в центъра на монголската столица.

## Транспорт
Улан Батор има международно летище, наречено в чест на Чингис хан. Свързан е с магистрали с по-важните градове в страната. Също така е свързан с Транссибирската железница и китайската железопътна система.

## Образование
В града се намира единственият в страната университет – Монголски държавен университет. Има няколко частни и държавни колежа. Градската историческа библиотека е с богат фонд от древни монголски, китайски и тибетски ръкописи.

## Климат
Градът има планински климат, с дълга, студена зима и кратко, прохладно лято. Средната годишна температура е −0.4 °C.
| Климатични данни за Улан Батор        | Климатични данни за Улан Батор | Климатични данни за Улан Батор | Климатични данни за Улан Батор | Климатични данни за Улан Батор | Климатични данни за Улан Батор | Климатични данни за Улан Батор | Климатични данни за Улан Батор | Климатични данни за Улан Батор | Климатични данни за Улан Батор | Климатични данни за Улан Батор | Климатични данни за Улан Батор | Климатични данни за Улан Батор | Климатични данни за Улан Батор |
| Месеци                                | яну.                           | фев.                           | март                           | апр.                           | май                            | юни                            | юли                            | авг.                           | сеп.                           | окт.                           | ное.                           | дек.                           | Годишно                        |
| Абсолютни максимални температури (°C) | −2,6                           | 11,3                           | 17,8                           | 28,0                           | 33,5                           | 38,3                           | 39,0                           | 34,9                           | 31,5                           | 22,5                           | 13,0                           | 6,0                            | 39,0                           |
| Средни максимални температури (°C)    | −15,6                          | −9,6                           | −0,7                           | 9,7                            | 17,8                           | 22,5                           | 24,5                           | 22,3                           | 16,7                           | 7,6                            | −5                             | −13,5                          | 6,4                            |
| Средни температури (°C)               | −21,6                          | −16,6                          | −7,4                           | 2,0                            | 10,1                           | 15,7                           | 18,2                           | 16,0                           | 9,6                            | 0,5                            | −11,9                          | −19                            | −0,4                           |
| Средни минимални температури (°C)     | −25,9                          | −22,2                          | −13,6                          | −4,3                           | 3,3                            | 9,6                            | 12,9                           | 10,6                           | 3,6                            | −4,8                           | −15,7                          | −22,9                          | −5,8                           |
| Абсолютни минимални температури (°C)  | −42,2                          | −42,2                          | −38,9                          | −26,1                          | −16,1                          | −3,9                           | −0,2                           | −2,2                           | −13,4                          | −22                            | −35                            | −37,8                          | −42,2                          |
| Средни месечни валежи (mm)            | 2                              | 3                              | 4                              | 10                             | 21                             | 46                             | 64                             | 70                             | 27                             | 10                             | 6                              | 4                              | 267                            |
| ------------------------------------- | ------------------------------ | ------------------------------ | ------------------------------ | ------------------------------ | ------------------------------ | ------------------------------ | ------------------------------ | ------------------------------ | ------------------------------ | ------------------------------ | ------------------------------ | ------------------------------ | ------------------------------ |
| Източник: Погода и Климат             |                                |                                |                                |                                |                                |                                |                                |                                |                                |                                |                                |                                |                                |

## Забележителности
- Природо-исторически музей
- Мавзолей на Сухе Батор
- Манастир Гандантегченлин с 25-метрова статуя на Мигджид Янраисиг
- Зимен дворец на Богд хан

## Побратимени градове
- Гоулд Коуст, Австралия от 1994 г.
- Денвър, САЩ
- Иркутск, Русия
- Москва, Русия
- Сапоро, Япония
- Сеул, Южна Корея
- Тайпе, Тайван

## Галерия
- Площад Чингис.
- Центърът на града.
- Юрти в Улан Батор.
- Музей в Улан Батор.
- Оживена улица в града.
- Жилищен блок в Улан Батор.